# Міжнародна премія короля Фейсала
Міжнародна премія короля Фейсала — нагорода, яку щорічно присуджує організація «Фонд короля Фейсала», якою керують сини короля Саудівської Аравії Фейсала ібн Абдель Азіза аль Сауда. Перше нагородження відбулось 1979 року. Нагорода має неофіційну назву «Арабської Нобелівської премії».

## Структура
Міжнародна премія має п'ять номінацій:
- Служіння ісламу (від 1979 року)
- Наукові роботи з ісламу (від 1979 року)
- Арабська мова і література (від 1979 року)
- Медицина (від 1982 року)
- Наука (від 1983 року)

Лауреатам щорічних премій вручається сертифікат, золота медаль і грошова винагорода у розмірі $ 200 000.

## Служіння ісламу
- 1979 Абуль-Ала Маудуді
- 1980  Абуль Хасан Алі Хасані Надві,  Мохаммад Натсір
- 1981  Халід ібн Абдель Азіз Аль Сауд
- 1982  Ібн Баз
- 1983  Гасанейн Макхлауф,  Абдул Рахман
- 1984  Фахд ібн Абдель Азіз Аль Сауд
- 1986  Ахмад Дідат, Роже Гароді
- 1987  Абубакар Ґумі
- 1988  Ахмад Домокао Алонто
- 1989  Мухаммед аль-Газалі аль-Сакка
- 1990  Мухаммад Саїд Тантаві, Хуршід Ахмад
- 1991  Абдулла Омар Нассіф
- 1992  Гамед аль-Габід
- 1993  Алія Ізетбегович
- 1994 Мухаммад ібн Саліх аль-Усаймін
- 1995  Ґад аль-Хак
- 1996  Абдул Рахман аль-Сумаїт
- 1997  Махатхір Мохамад
- 1998  Абду Діуф
- 1999  Джамах аль-Маджід Абд Аллах
- 2000  Аль-Азгар
- 2001  Саудівська висока комісія з допомоги Боснії і Герцеговині
- 2002  Султан III бін Мухаммад аль-Касімі
- 2003  Фонд Султана бін Абдулазіз аль-Сауда
- 2004 Абд ар-Рахман Мухаммад Сівар ад-Дахаб
- 2005  Ахмед Мохамед Алі,  Фонд Аль-Гарірі
- 2006  Шейх Саліх бін Абд аль-Рахман аль-Хусайїн,  Юсуф бін Джасім бін Мохаммад аль-Гіджі
- 2007  Мінтімєр Шаймієв
- 2008  Абдалла ібн Абдель Азіз Аль Сауд
- 2009  Каїрське Головне товариство знавців Корану та сунітського вчення
- 2010  Реджеп Таїп Ердоган
- 2011  Абдулла Ахмад Бадаві
- 2012  Сулейман Абдул Азіз аль-Раджі
- 2015  Закір Найк
- 2016  Салех Абдалла бін Гімеїд
- 2017  Салман ібн Абдул-Азіз Аль Сауд
- 2018  Ірванді Джасвір
- 2019  Міжнародний університет Африки, Хартум
- 2020  Документ Мекки[en]
- 2021  Мохаммед Аль-Шарех[en]
- 2022  Алі Гассан Мвіньї,  Гусейн аль-Шафеї
- 2023  Гамід Чой[en];  Насер бін Абдулла Аль-Заабі
- 2024  Асоціація мусульман Японії[en]  Мохаммад Саммак

## Наукові роботи з ісламу
- 1979 Фуат Сезгін
- 1980 Мухаммад Мустафа аль-Азамі
- 1982 Мохаммад Наджатулла Сіддікі
- 1983 Мухаммад Одаймах
- 1984 Мустафа аль-Заркаа
- 1985 Мухаммад Рашад Салім, Фарук Есукі, Мустафа Сулайман
- 1986 Абд аль-Азіз аль-Дурі
- 1988 Мухаммад Котб Шатлі, Мікдад Ялкін
- 1989 Салех Ахмад аль-Алі
- 1990 Аль-Седдік аль-Дарір, Мухаммад Чапра
- 1993 Гасан ас-Сааті Абд аль-Азіз
- 1994 Ель-Саїд Сабік ат-Тігамі, Юсуф аль-Кардаві
- 1996 Акрам Діа аль-Умарі
- 1997 Абд аль-Карім Зедан Бієдж
- 1998 Абд аль-Саттар аль-Галваджі, Ях'я бін Джунаїд
- 1999  Насируддін аль-Албані
- 2000 Мухаммед Рашад Салім
- 2003  Ізз ель-Дін Омар Муса, Ібрагім Абу Бакр Гаракат
- 2004  Якуб Абд аль-Вахаб аль-Бахуссейн, Алі Ахмад Гулам Мухаммад Надві
- 2005  Керол Гілленбренд
- 2007  Рошді Гіфні Рашед
- 2009  Абдессалам Чеддеді
- 2011  Галіл Ібрагім Інальджік, Мухаммед Аднан Бахіт аль-Шейяб
- 2012  Аднаан бін Мухаммед аль-Вазан
- 2015  Абдулазіз бін Абдулрахман Какі
- 2016  Абдалла бін Юсуф аль-Гунаїм
- 2017  Радван аль-Сайєд
- 2018  Башар Авад
- 2020  Мохаммед Хашим Гоше
- 2021 Не присуджували
- 2022 Не присуджували
- 2023  Роберт Гілленбранд
- 2024  Ваель Халлак

## Арабська мова та література
- 1980 Іхсан Аббас, Абд аль-Кадір аль-Кіт
- 1981 Абд аль-Салам Гарун
- 1982 Насір аль-Дін аль-Асад
- 1983 Шавкі Дайф
- 1984 Махмуд Мохамед Шейкер
- 1986 Мохаммад Бахджат аль-Атарі
- 1988 Мохаммад бін Шаріфа, Махмуд Маккі
- 1989 Юсеф Хулаїф, Шакер аль-Фаххам
- 1990 Ях'я Гаккі
- 1991 Алі Абд аль-Кадір аль-Сікіллі, Абд аль-Тавваб Юсуф, Ахмед Наджіб
- 1992 Мохаммад Юсуф Наджм, Абд аль-Фаттах Шукрі Айяд, Мохаммад Мустафа Бадаві
- 1994 Вадад Афіф Каді, Айша Абд аль-Рахман
- 1995 Мохаммад Абу аль-Анвар Мохаммад Алі, Гамді Саїд Ахмед ель-Саккот, Селма Лютфі аль-Гаффар аль-Ковзбаррі
- 1996 Хамад бін Мохамад аль-Джазір
- 1999 Саїд Абд аль-Салам Аллуче, Макарім Ахмед аль-Гамрі
- 2000 Ізз ад-Дін Ісмаїл Абд аль-Гані, Абдалла аль-Тайїб
- 2001 Мансур Ібрагім аль-Газмі, Ібрагім Абд аль-Рагім аль-Саафін
- 2002 Хусні Махмуд Хуссейн, Хусам Алдін аль-Хатіб
- 2004 Хуссейн Нассар
- 2006 Абделькадер Фассі Фері, Таммам Хассан Омар
- 2007 Мустафа Насіф, Мухаммад аль-Омарі
- 2008  Мухаммед Рачад Гамзу, Ахмед Матлуб аль-Насір
- 2009  Абд аль-Азіз бін Насір аль-Маніє
- 2010  Рамзі Мунір Баалбакі, Абдеррахман ель-Гуарі Гадж-Салех
- 2012  Набіл Алі Мухамед, Алі Гелмі Ахмед Мусса
- 2013  Каїрська академія арабської мови
- 2016  Мохамед Абдальмоталеб Мостафа,  Мохаммед ель-Газуані Міфтах
- 2017  Халед Аль-Каркі
- 2018  Чокрі Мабхут
- 2019  Абдул Алі Могамет Аудрірі,  Махмуд Фагмі Хегазі
- 2020  Майкл Дж. Картер[en]
- 2021  Мохамед Мехбал
- 2022  Сюзанна Стеткевич[en]  Мухсін Аль-Мусаві
- 2023  Абдельфаттах Кіліто[en]
- 2024 Не присуджували

## Медицина
- 1982 Девід Морлі
- 1983 Воллес Пітерс
- 1984 Джон Фордтран, Вільям Грінуа, Майкл Філд
- 1985 Палмер Бізлі, Маріо Різзетто
- 1986 Альберт Ренольд, Леліо Орчі, Джан-Франко Ботаццо
- 1988 Мелвін Грейвс, Дженет Роулі
- 1989 Роберт Едвардс, Луїджі Мастроянні
- 1990 Ентоні Баттерворт, Андре Капрон
- 1992 Аттілліо Масері
- 1993 Франсуаза Барре-Сінуссі, Жан-Клод Шерманн, Люк Монтаньє
- 1994 Роберт Вільямсон, Френк Андерсон
- 1995 Так Ван Мак, Грегорі Вінтер, Марк Девіс
- 1996 Бент Робертсон, Тетсуро Фуджівара
- 1997 Конрад Бейротер, Джеймс Гуселла, Колін Мастерс
- 1998 Роберт Пурселл, Джон Герін
- 1999 Стівен Голгейт, Патрик Голт
- 2000  Синтія Кеньйон[en]
- 2001  Норман Шамвей[en],  Томас Старзл[en],  Рой Йорк Келн[en]
- 2002  Фінн Ваагстейн,  Євген Браунвальд
- 2003  Умберто Веронезі,  Аксель Ульріх[en]
- 2004  Ульріх Сігварт
- 2005  Річард Долл,  Річард Пето
- 2006  Майкл Ентоні Гімброн молодший
- 2007  Фернанд Лабрі,  Патрик Волш
- 2008  Дональд Транкі, Безіл Пруїтт
- 2009  Рональд Леві
- 2010  Рейнолд Ганц, Йоганн Мартел-Пеллетьє, Жан-П'єр Пеллетьє
- 2011  Джеймс Томсон,  Яманака Сін'я
- 2012  Річард Берковіц, Джеймс Брюс Бассел
- 2013  Дуглас Коулман, Джеффрі Фрідман
- 2014  Денніс Ло
- 2015  Джеффрі Гордон
- 2016  Жоріс Вельтман, Ган Брюннер
- 2017  Тадаміцу Кісімото
- 2018  Джеймс Еллісон
- 2019  Стівен Л. Тайтельбаум[de],  Бйорн Реїно Олсен[de]
- 2020  Стюарт Оркін
- 2021  Стефен М. Штриттматтер,  Робін Джеймс Мілрой Франклін
- 2022  Девід Р. Лю[en]
- 2023  Ден Барух[en]  Сара Кетрін Гілберт
- 2024   Джеррі Р. Менделл

## Наука
- 1984 Генріх Рорер,  Ґерд Бінніґ
- 1986  Майкл Беррідж
- 1987 Майкл Атія
- 1988 Рікардо Міледі, П'єр Шамбон
- 1989  Теодор Генш, /Ахмед Хассан Зевейл
- 1990 Раймон Лем'є, /Мостафа ель-Саїд, Франк Альберт Коттон
- 1992  Сідні Бреннер
- 1993 Стівен Чу, Герберт Вальтер
- 1994 Денніс Салліван
- 1995 Баррі Шарплесс
- 1996 Гюнтер Блобель, Джеймс Ротман, Г'ю Пелгем
- 1997 Ерік Корнелл, Карл Віман
- 1998 Ендрю Джон Вайлс
- 1999 Рьодзі Нойорі, Дітер Сібах
- 2000 Крейг Вентер, Едвард Осборн Вілсон
- 2001 Чженьнін Янг, Джон Саджів
- 2002 Пітер Шор, Юрій Манін
- 2003 Коджі Наканіші,  Фредерик Готорн
- 2004 Семір Зекі
- 2005  Федерико Капассо,  Антон Цайлінґер,  Френк Вільчек
- 2006 Саймон Дональдсон, Нарасімха
- 2007 Джеймс Фрейзер Стоддарт
- 2008 Рудігер Вейнер
- 2009  Рашид Сюняєв, Річард Френд
- 2010 Теренс Тао, Енріко Бомб'єрі
- 2011  Річард Зейр,  Джордж Вайтсайдс
- 2012 Олександр Варшавський
- 2013 / Ференц Краус, Пол Коркум
- 2014 Герд Фалтінгс
- 2015 Міхаель Гретцель, /Омар Ягхі
- 2016 Стівен Джексон, Вемсі Мута
- 2017  Деніел Лосс[en],  Лоуренс Моленкамп[en]
- 2018  Джон М. Болл
- 2019  Аллен Бард,  Жан Фреше
- 2020  Ван Сяодун[en]
- 2021  Стюарт Паркін[en]
- 2022  Мартін Гайрер,  Надер Масмуді[en]
- 2023  Джекі І-Ру Ін[en]  Чад Олександр Міркін[en]
- 2024  Говард Ю. Чанг[en]